# Hartford (Vermont)
Hartford és una població dels Estats Units a l'estat de Vermont. Segons el cens del 2000 tenia 10.367 habitants.

## Demografia
Segons el cens del 2000, Hartford tenia 10.367 habitants, 4.509 habitatges, i 2.800 famílies. La densitat de població era de 88,7 habitants per km².
Dels 4.509 habitatges en un 28,7% hi vivien nens de menys de 18 anys, en un 48,8% hi vivien parelles casades, en un 10,2% dones solteres, i en un 37,9% no eren unitats familiars. En el 30,6% dels habitatges hi vivien persones soles el 10,9% de les quals corresponia a persones de 65 anys o més que vivien soles. El nombre mitjà de persones vivint en cada habitatge era de 2,28 i el nombre mitjà de persones que vivien en cada família era de 2,86.
Per edats la població es repartia de la següent manera: un 23,4% tenia menys de 18 anys, un 5,9% entre 18 i 24, un 29,3% entre 25 i 44, un 26,7% de 45 a 60 i un 14,7% 65 anys o més.
L'edat mediana era de 40 anys. Per cada 100 dones de 18 o més anys hi havia 86,9 homes.
La renda mediana per habitatge era de 42.990 $ i la renda mediana per família de 51.286 $. Els homes tenien una renda mediana de 35.969 $ mentre que les dones 27.073 $. La renda per capita de la població era de 22.792 $. Entorn del 5,3% de les famílies i el 8,5% de la població estaven per davall del llindar de pobresa.